# Arboleas
Arboleas è un comune spagnolo  situato nella comunità autonoma dell'Andalusia, provincia di Almería. Si trova sulle rive del fiume Almanzora, nelle propaggini della sierra de los Filabres. È circondato dai comuni di Albox, Zurgena, Lubrín, Albanchez, Cantoria e Taberno.